# Friends (The-Beach-Boys-Lied)
Friends ist ein Lied, das von Brian Wilson, Carl Wilson, Dennis Wilson und Al Jardine für die Beach Boys geschrieben wurde.

## Hintergrund
Der Song wurde am 13. März 1968 aufgenommen. Als Komponisten und Texter sind die vier Beach Boys angegeben, wobei wie so häufig Wilson das Haupt-Arrangement vornahm. Der Song wurde zunächst im 4/4-Takt aufgenommen, dann jedoch von Brian Wilson auf einen Walzer umarrangiert. Er gab später in den Liner Notes zum Album an, Friends sei seiner Meinung nach eine gute Möglichkeit gewesen, den Walzer am Leben zu halten. Den Gesang übernahm Carl Wilson.
Der Text ist eine Hymne auf die Höhen und Tiefen einer Freundschaft. Dabei scheint der Text auch selbstreferenziell zu sein und die Stimmung unter den Bandmitgliedern zu reflektieren.

## Veröffentlichung
Der Song war das Tittelied für das am 24. Juni 1968 veröffentlichte Album Friends. Das Lied wurde am 8. April 1968 auch als erste Single des Albums ausgekoppelt. Auf der B-Seite befand sich Little Bird, ebenfalls ein Titel des Albums.

## Rezeption
Im Erscheinungsjahr schrieb Arthur Schmidt im Rolling Stone wohlwollend über das Lied, das für ihn eine reifere, erwachsenere Version der „Surfer-Meute“, wie er die Band nannte, verkörpere. Die Beschwörung der Freundschaft ohne viele Worte sei den Beach Boys warm, einfach und berührend gelungen. Für ihn eines der Highlights des Albums. In Cashbox schrieb der Rezensent es handele sich um einen außergewöhnlichen Song, der ein bisschen die Abkehr vom Wild Honey/Good Vibrations-Stil zeige. Vor allem der Waltzer-Stil und die ungewöhnlichen Gesangharmonie sollten den Song zu einem Hit für die Band machen.
Eher negativ kam der Song jedoch im britischen Magazin Disc & Music Echo weg, wo Penny Valentine der Band unterstellte, langweilig zu klingen. Sie seien nicht mehr die brillanten Beach Boys, sondern eher graue Mäuse, die traurige Musik machen würden.
Peter Reum, ein Beach-Boys-Experte, sagte: „Friends ist ein Walzer, und wurde am Berklee College of Music dazu genutzt, die Studenten zu lehren, wie man im 3/4-Takt komponiert.“ Bandbiograf David Leaf bekräftigte in den Liner Notes des Albums ebenfalls, dass es sich um eine feine Melodie und wundervolle Produktion handele und Wilson die Gesangsharmonie hervorragend komponiert habe. Donald Guarisco schrieb in Allmusic, es handele sich um ein hervorragendes Beispiel für den späteren Output der Band: weniger komplex als California Girls oder Wouldn’t It Be Nice, aber voller Charme zeige er eine andere, reifere Seite der Band. Zum damaligen Zeitpunkt habe die Musik jedoch für die Fans nicht gepasst, die sich von der band in der Folge abwendeten. Erst später sei der Song sowie das Album unter den Beach-Boys-Fans zu Favoriten geworden. Dave Swanson hob in seinem Review des Albums für Ultimate Classic Rock 45 Jahre später den ruhigen Stil des Songs hervor, der wenig dem Zeitgeist und der Zerrissenheit der Band entsprach.

## Kommerzieller Erfolg
Die Single erreichte Rang 47 in den USA und Rang 25 im Vereinigten Königreich, damit wurde es die am niedrigsten platzierte Single der Beach Boys seit 1962.
| ChartsChartplatzierungen       | Höchstplatzierung | Wochen |
| ------------------------------ | ----------------- | ------ |
| Vereinigte Staaten (Billboard) | 47 (7 Wo.)        | 7      |
| Vereinigtes Königreich (OCC)   | 25 (7 Wo.)        | 7      |